# Juan Alderete
Juan Alderete (* 5. září 1963 Los Angeles, Kalifornie) je americký baskytarista. Hudbě se věnoval již od dětství, nejprve poslouchal jazz. Na baskytaru začal hrát ve svých šestnácti letech. Od roku 1985 byl členem skupiny Racer X, která se o čtyři roky později rozpadla, ale roku 1999 byla opět obnovena. V letech 1989 až 1993 hrál s kapelou The Scream a později hrál s různými dalšími skupinami. V letech 2003 až 2012 byl členem skupiny The Mars Volta, se zpěvačkou Lisou Papineau řadu let tvoří duo Big Sir a od roku 2013 je členem skupiny Zavalaz. Rovněž hrál na několika sólových albech Omara Rodrígueze-Lópeze, vůdčí osobnosti skupiny The Mars Volta. Rovněž spolupracoval s velšským hudebníkem Johnem Calem na jeho singlu „Jumbo (In Tha Modern World)“. V roce 2017 se stal členem skupiny Marilyn Manson.